# Aligudarz
Aligudard este un oraș din Iran.